# 张炯 (学者)
张炯（1933年—），男，福建福安人，中国学者，中国社会科学院文学研究所兼少数民族文学研究所所长，研究员，中国社会科学院荣誉学部委员，中国作家协会副主席、名誉副主席。